# Margajaya (Pamarican)
Margajaya is een bestuurslaag in het regentschap Ciamis van de provincie West-Java, Indonesië. Margajaya telt 4332 inwoners (volkstelling 2010).